# Чін Чон О
Чін Чон О  (кор. 진종오, 24 вересня 1979) — південнокорейський стрілець з пістолета, олімпійський чемпіон, рекордсмен світу.

## Досягнення
Рекордсмен світу у стрільбі на 10 м з пневматичного пістолета (2009) та у стрільбі на 50 м з довільного пістолета (2014). Останній рекорд встановив на чемпіонаті світу 2014 року у Гранаді 9 вересня 2014 року, побивши при цьому рекорд, встановлений радянським стрільцем Олександром Мелентьєвим за 34 роки до того на Московській Олімпіаді 1980 року.

## Виступи на Олімпіадах
| Олімпіада   | Дисципліна                  | Місце |
| ----------- | --------------------------- | ----- |
| Афіни 2004  | пневматичний пістолет, 10 м | 5     |
| Афіни 2004  | довільний пістолет, 50 м    | 2     |
| Пекін 2008  | пневматичний пістолет, 10 м | 2     |
| Пекін 2008  | довільний пістолет, 50 м    | 1     |
| Лондон 2012 | пневматичний пістолет, 10 м | 1     |
| Лондон 2012 | довільний пістолет, 50 м    | 1     |
| Ріо 2016    | пневматичний пістолет, 10 м | 5     |
| Ріо 2016    | довільний пістолет, 50 м    | 1     |